# Фёдорова, Светлана Александровна
Светлана Александровна Фёдорова (род. 28 августа 1980) — российская дзюдоистка и самбистка, чемпионка и призёр чемпионатов России по дзюдо, призёр чемпионата России по самбо.

## Спортивные результаты
- Чемпионат России среди юниоров 1998 года — ;
- Чемпионат России среди молодёжи 2000 года, абсолютная категория — ;
- Чемпионат России среди молодёжи 2000 года — ;
- Чемпионат России среди молодёжи 2001 года — ;
- Чемпионат России среди молодёжи 2002 года — ;
- Чемпионат России по дзюдо 1998 года — ;
- Чемпионат России по дзюдо 1999 года — ;
- Чемпионат России по дзюдо 2000 года — ;
- Чемпионат России по дзюдо 2002 года — ;
- Чемпионат России по дзюдо 2003 года — ;
- Чемпионат России по дзюдо 2004 года — ;
- Чемпионат России по дзюдо 2005 года — ;
- Чемпионат России по дзюдо 2006 года — ;
- Мемориал Владимира Гулидова 2006 года, Красноярск — ;
- Чемпионат России по самбо среди женщин 2007 года — .